# Leptotyphlops carlae
Leptotyphlops carlae là danh pháp khoa học của loài rắn nhỏ nhất thế giới, nó nhỏ đến nỗi có thể nằm cuộn tròn trên đồng 25 xu của Hoa Kỳ. Con rắn trưởng thành dài chưa đầy 10 cm (4 inch). Leptotyphlops carlae được nhà sinh vật học S. Blair Hedges Lưu trữ ngày 22 tháng 12 năm 2008 tại Wayback Machine thuộc Đại học bang Pennsylvania phát hiện, nhận dạng và mô tả chính thức. Nó được tìm thấy trên đảo Barbados của khu vực Caribe và vì thế còn gọi là rắn chỉ Barbados. Hedges đặt tên cho loài mới này để vinh danh vợ ông, Carla Ann Hass, một nhà nghiên cứu bò sát, cũng là thành viên đội nghiên cứu này. Các mẫu vật của loài này cũng đã có mặt trong các tập hợp tham khảo tại bảo tàng Lịch sử Tự nhiên London và trong viện bảo tàng tại California, nhưng chúng đã bị nhận dạng không chính xác là thuộc về loài hiện tại chỉ tồn tại trên đảo Martinique, một hòn đảo khác trong khu vực Caribe.
Vào thời điểm công bố, tháng 8 năm 2008, L. carlae được mô tả là loài rắn với các con trưởng thành nhỏ nhất thế giới. Mẫu vật khoa học đầu tiên được đội nghiên cứu thu được tìm thấy dưới đá trong rừng. Loài rắn này được cho là gần với giới hạn dưới về kích thước đối với rắn do chọn lọc tự nhiên tạo ra, do các con rắn non cần phải có kích thước tối thiểu nhất định để tìm kiếm thức ăn thích hợp.
Một vài tranh cãi đã xuất hiện đối với sự công bố phát hiện ra loài này, do người dân bản địa Barbados đã biết tới chúng trước đó.

## Mô tả

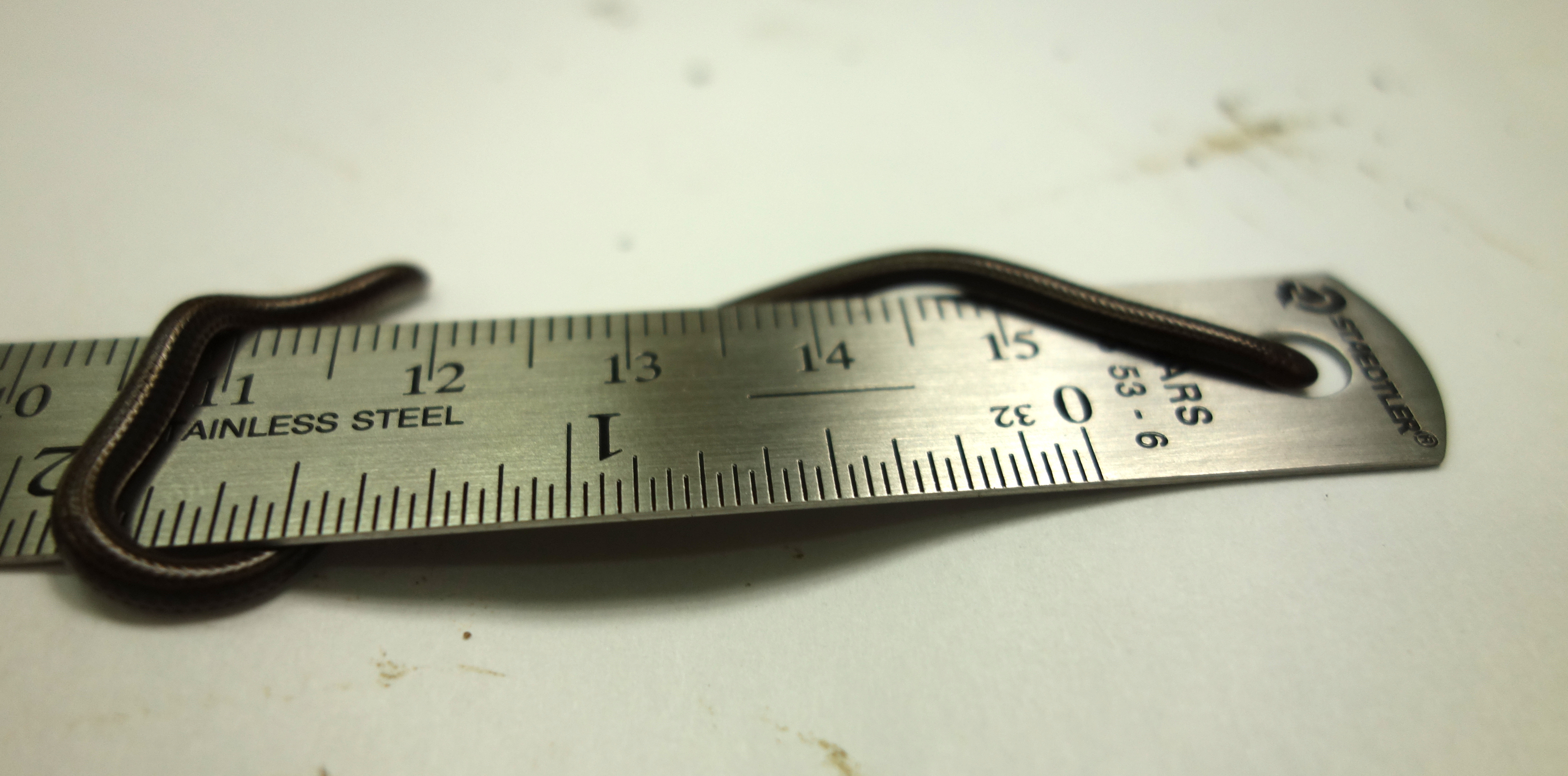
Leptotyphlops carlae

Chiều dài trung bình của Leptotyphlops carlae trưởng thành là khoảng 10 cm (4 inch), với mẫu vật lớn nhất được tìm thấy cho tới nay dài 104 mm (4,09 inch). Loài rắn này được coi là "mỏng như sợi mì ống". Ảnh chụp phía trên chỉ ra L. carlae trên đồng 25 cent Mỹ, một đồng tiền kim loại có đường kính 24,26 mm (0,955 inch).
L. carlae được cho là có thức ăn chủ yếu từ ấu trùng mối và kiến. Rắn chỉ là loài đẻ trứng. Rắn cái chỉ đẻ 1 trứng rất lớn (khi so với kích thước của nó) mỗi lần. Rắn con mới đẻ có kích thước bằng nửa kích thước rắn mẹ.

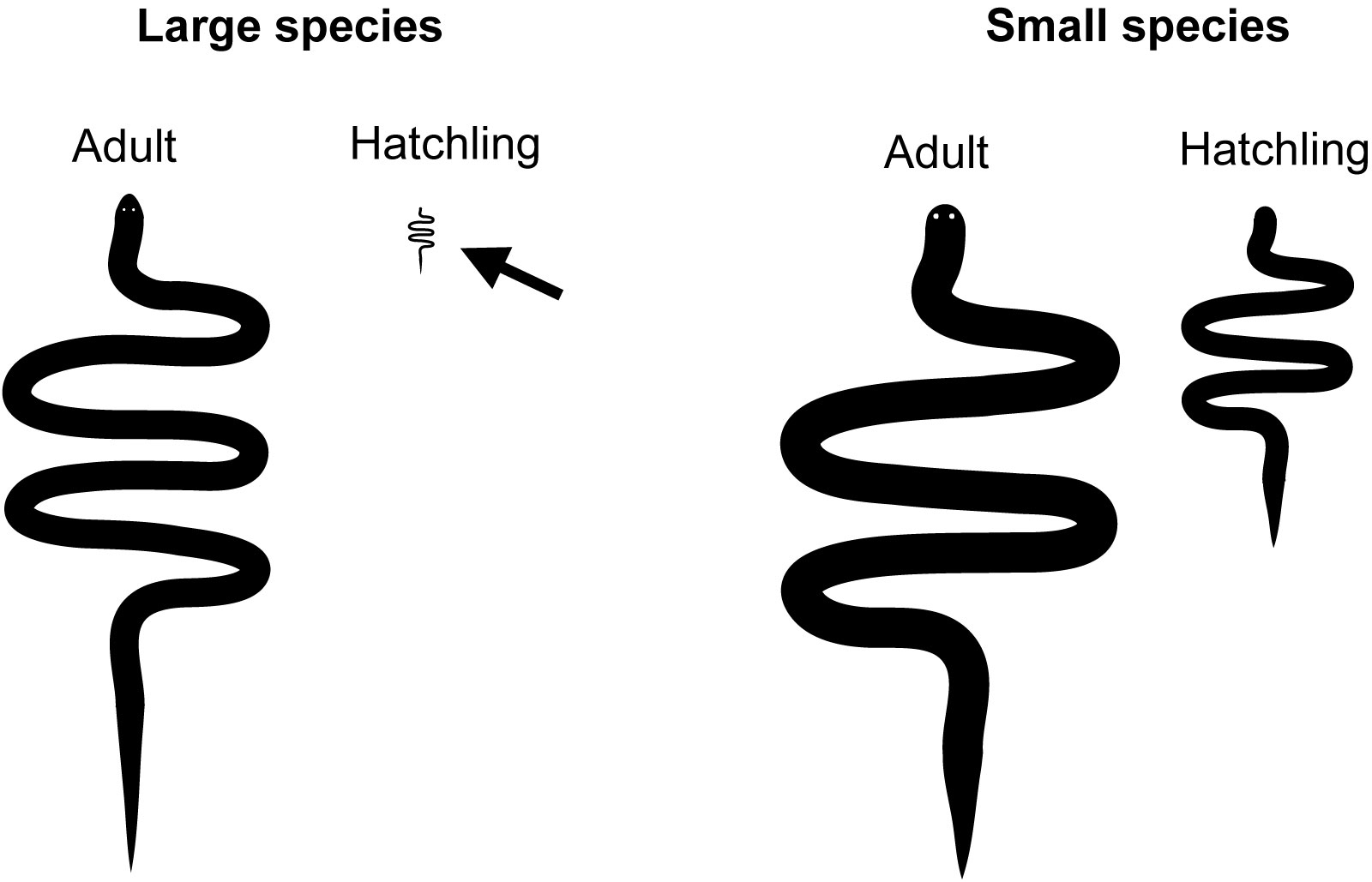
Kích thước tương đối của rắn mẹ-rắn con của các loài rắn lớn (trái), so sánh với tỷ lệ kích thước của các loài rắn nhỏ, như L. carlae (phải).

Các loài rắn nhỏ, như L. carlae, có con non mới sinh ra có tỷ lệ kích thước so với rắn trưởng thành là tương đối lớn hơn khi so sánh với tỷ lệ kích thước như vậy ở các loài rắn to lớn hơn. Điều này tuân theo đặc điểm sinh học là loài rắn nhỏ hơn có xu hướng có con non mới sinh có tỷ lệ kích thước so với rắn trưởng thành là đủ lớn khi so với các loài rắn lớn hơn. Hình ảnh ở bên trái cho thấy con non mới sinh của các loài rắn lớn nhất (xem mũi tên) chỉ có chiều dài khoảng 1/10 chiều dài của rắn trưởng thành, trong khi con non mới sinh của các loài rắn nhỏ nhất thường có chiều dài bằng khoảng một nửa chiều dài rắn trưởng thành. Mối quan hệ tỷ lệ này chỉ là giữa rắn non với rắn trưởng thành của cùng một loài, chứ không phải là tỷ lệ so sánh giữa các con rắn trưởng thành. Các loài rắn nhỏ bé sinh ra chỉ 1 trứng to—so với kích thước của rắn mẹ—có thể gợi ý rằng có giới hạn về kích thước đối với các loài rắn mà dưới giới hạn đó thì sự sinh tồn là khó khăn, vì các lý do sinh lý bên trong hay các lý do cạnh tranh bên ngoài.

## Phân bố và môi trường sống
L. carlae được coi là loài đặc hữu của đảo Barbados trong khu vực Caribe. Hai mẫu vật gần đây của loài rắn này đã được thu thập gần dấu tích nhỏ còn sót lại của rừng thứ sinh ở khu vực miền đông trung tâm Barbados. Khu vực này là phần cổ nhất của Barbados, nổi lên đầu tiên từ dưới lòng đại dương và cũng là phần duy nhất không bị che phủ bởi chỏm đá ngầm thế Pleistocen.
Các rừng thứ sinh tương tự như nơi các mẫu vật được thu thập có lẽ là môi trường sống thích hợp cho loài này. Do Barbados rất đông đúc dân cư và hiện nay các khu rừng bị chặt phá nặng nề bên môi trường sống thích hợp cho L. carlae có lẽ chỉ là vài kilômét vuông.

## Tình trạng bảo tồn
Người ta biết rất ít về sinh thái, sự phổ biến hay sự phân bố của loài này. Về cơ bản Barbados không còn rừng nguyên sinh, tuy nhiên loài rắn bản địa này rất có thể cần phải có môi trường rừng để sinh tồn do nó đã tiến hóa trong sự có mặt của rừng. Dựa trên số lượng nhỏ các mẫu vật đã biết và sự phân bố của nó dường như chỉ hạn hẹp ở miền đông Barbados, nên sự sinh tồn của loài này trong tương lai là đáng e ngại.